# Дама на террасе
«Дама на террасе» (фр. Dame sur une terrasse) — картина французского художника-фовиста Анри Матисса из собрания Государственного Эрмитажа.
На картине изображена терраса с женщиной, сидящей на табурете. За балюстрадой виден морской залив с парусными лодками. На противоположном холмистом берегу залива у самой воды расположены домики. Слева внизу подпись художника: Henri-Matisse.
Картина написана в Кольюре (Коллиуре), где Матисс часто работал начиная с 1905 года. Местом её создания считается дом Дельфо в Кольюре — этот дом Матисс снял для своего друга художника Анри Мангена и часто пользовался его гостеприимством. Балюстрада ограничивает широкую балконную площадку этого дома. Балюстрада со временем изменила свой вид, однако сам дом на пляже Ворамар по-прежнему существует. Главный персонаж картины — жена Матисса Амели (урождённая Парейр).
Матисс так описал свои цели в этой картине: «Поместить рядом голубой, красный, зелёный, соединить их в экспрессивно и структурно. Это было не столько результатом обдуманного намерения, сколько прирождённой внутренней потребностью».
Точная дата написания картины неизвестна. Предполагается что она написана летом 1907 года, поскольку, по мнению А. Г. Костеневича, «в этом фовистском произведении намечается переход к более конструктивному стилю». Он считает, что подобные мотивы в творчестве Матисса появляются начиная только с 1907 года, в ранних работах подобное начало было ещё не настолько ярко выражено. В качестве аналогичных по своему характеру работ Костеневич приводит картины Матисса, исполненные в 1907 году: «Роскошь» из Государственного музея искусств в Копенгагене (здесь изображены аналогичные кольюрские холмы) и ещё более близкие по стилю «Три купальщицы» из собрания Художественного института Миннеаполиса. Такая же балюстрада с холмами вдали присутствует в левой части «Интерьера в Коллиуре» (1905 год), находящемся в частной коллекции в Анконе. Исследователь истории щукинской коллекции Н. Ю. Семёнова считает что картина была написана в 1906 году. В одной из своих книг А. Г. Костеневич также утверждает, что картина была написана в 1906 году, при этом он ссылается на слова самой Амели Матисс. Однако в настоящее время в Эрмитаже всё-таки принята датировка 1907 года.
После написания картина поступила в парижскую галерею Дрюэ, в описи галереи она была внесена под ошибочным названием «Венеция. Вид с террасы», под этим названием её в 1908 году приобрёл московский промышленник и коллекционер С. И. Щукин и так она числилась в его собрании и собрании ГМНЗИ ещё долгое время. После Октябрьской революции его собрание было национализировано и эта картина среди прочих оказалась в Государственном музее нового западного искусства. После упразднения ГМНЗИ в 1948 году картина была передана в Государственный Эрмитаж. С конца 2014 года выставляется в Галерее памяти Сергея Щукина и братьев Морозовых в здании Главного Штаба (зал 438).
Главный научный сотрудник Отдела западноевропейского изобразительного искусства Государственного Эрмитажа, доктор искусствоведения А. Г. Костеневич в своём обзоре французского искусства середины XIX — середины XX века отмечал, описывая картину:

Картина выделяется настойчивым использованием цветных контуров, только намечавшихся прежде. Появление контуров возвращало мысль художника к организующей роли рисунка, на время отступившего перед «извержением» красок <…> В данном случае, правда, контуры рассматриваются не столько как границы пятен, сколько как отдельные пятна. Поэтому в колористической структуре картины обводка несёт в себе конкретный, дополнительный тон по отношению к пятну, которое она окружает и чью динамичность повышает, а кроме того, она не только разграничивает, но и примиряет соседствующие краски.